# Platyxythrius
Platyxythrius is een geslacht van kevers uit de familie van de loopkevers (Carabidae). De wetenschappelijke naam van het geslacht werd voor het eerst geldig gepubliceerd in 1942 door Stefano Ludovico Straneo.

## Soorten
Het geslacht Platyxythrius omvat de volgende soorten:
- Platyxythrius bertrandi (Straneo, 1951)
- Platyxythrius cavicola (Straneo in Basilewsky & Straneo, 1950)
- Platyxythrius clarkei Straneo, 1979
- Platyxythrius contractus (Straneo, 1941)
- Platyxythrius gigas (Straneo, 1952)
- Platyxythrius insularis Straneo, 1956
- Platyxythrius jeanneli (Straneo, 1942)
- Platyxythrius laevicollis (Burgeon, 1935)
- Platyxythrius latiusculus (Straneo, 1952)
- Platyxythrius luluanus (Straneo, 1939)
- Platyxythrius major (Straneo, 1941)
- Platyxythrius marginalis Straneo, 1956
- Platyxythrius parumpunctatus (Straneo, 1941)
- Platyxythrius pradieri (Chaudoir, 1872)
- Platyxythrius robustus (Straneo, 1941)
- Platyxythrius sinuaticollis (Straneo, 1952)
- Platyxythrius subrobustus (Straneo, 1952)
- Platyxythrius usambarensis (Straneo, 1942)
- Platyxythrius vanmoli (Straneo, 1951)
- Platyxythrius westermanni (Chaudoir, 1872)